# Альянса Ліма
«Алья́нса Лі́ма» (ісп. «Club Alianza Lima») — перуанський футбольний клуб з Ліми. Заснований 15 лютого 1901 року.

## Досягнення
- Чемпіон Перу (25): 1918, 1919, 1927, 1928, 1931, 1932, 1933, 1948, 1952, 1954, 1955, 1962, 1963, 1965, 1975, 1977, 1978, 1997, 2001, 2003, 2004, 2006